# Octavio Magaña Cerda
General Octavio Magaña Cerda fue un militar mexicano que participó en la Revolución mexicana. Nació en Zamora, Michoacán, el 8 de septiembre de 1896, hijo de Celso Magaña Caballero y de Columba Cerda. Maderista primero, constitucionalista después, finalmente se pasó al zapatismo. En 1920 se le reconoció el grado de coronel del Ejército Mexicano, aunque ya tenía el grado de general. Era diputado local por el distrito de Zamora entre 1942 y 1944. En 1958 fue ascendido a general, para efectos de retiro. Autor de numerosos artículos de temas históricos y políticos, publicados en diferentes periódicos y revistas. La tropa en el ejército le apodaba “El zorro solitario”. Falleció en el año 1975.